# .je
.je è il dominio di primo livello nazionale assegnato a Jersey.
La registrazione è gestita da Island Networks, che si occupa anche del dominio .gg.